# Knema kinabaluensis
Knema kinabaluensis är en tvåhjärtbladig växtart som beskrevs av James Sinclair. Knema kinabaluensis ingår i släktet Knema och familjen Myristicaceae. Inga underarter finns listade i Catalogue of Life.